# Kerti tirannusz
A kerti tirannusz (Myiophobus fasciatus) a madarak (Aves) osztályának a verébalakúak (Passeriformes) rendjéhez, ezen belül a királygébicsfélék (Tyrannidae) családjához tartozó faj.

## Előfordulása
Costa Rica, Panama, Trinidad és Tobago, valamint Argentína, Bolívia, Brazília, Chile, Kolumbia, Ecuador, Francia Guyana, Guyana, Paraguay, Peru, Suriname, Uruguay és Venezuela területén honos.

## Alfajai
- Myiophobus fasciatus auriceps (Gould, 1839)
- Myiophobus fasciatus crypterythrus (P. L. Sclater, 1861)
- Myiophobus fasciatus fasciatus (Statius Muller, 1776)
- Myiophobus fasciatus flammiceps (Temminck, 1822)
- Myiophobus fasciatus furfurosus (Thayer & Bangs, 1905)
- Myiophobus fasciatus rufescens (Salvadori, 1864)
- Myiophobus fasciatus saturatus (Berlepsch & Stolzmann, 1906)

## Megjelenése
Testhossza 12.7 centiméter, testtömege 10.5 gramm.
|  |